# Aleksiejewskij (rejon korieniewski)
Aleksiejewskij (ros. Алексеевский) – chutor w zachodniej Rosji, w sielsowiecie szeptuchowskim rejonu korieniewskiego w obwodzie kurskim.

## Geografia
Miejscowość położona jest 4,5 km od centrum administracyjnego sielsowietu szeptuchowskiego (Szeptuchowka), 23,5 km od centrum administracyjnego rejonu (Korieniewo), 74 km od Kurska. W pobliżu chutora znajdują się sady owocowe, parów Bałka Aleksiejewskij i uroczyska: Tyrsa i Curki.

## Demografia
W 2010 r. miejscowość zamieszkiwało 5 osób.